# Гетто в Лютомерске
Гетто в Лютомерске — еврейское гетто, созданное нацистами в период оккупации Польши во время Второй мировой войны в городе Лютомерске в Лодзинском воеводстве. Существовало в период с лета 1940 года по конец июля 1942 года.

## История
С началом Второй мировой войны 1 сентября 1939 года германские войска оккупировали западную часть Польши. Нацисты с первых дней оккупации Лютомерска терроризировали еврейское население города, которое к 1939 году составляло около 750 человек. Одного еврея повесили за волосы на городских воротах. Второго — сожгли заживо. Евреи, которых нацисты взяли в заложники, подвергались беспощадным издевательствам. Также евреев отправляли на принудительные работы, отрезали им бороды, грабили их имущество. В последнем нацистам помогало много представителей местного польского населения.

## Гетто
Нацисты создали гетто в Лютомерске летом 1940 года. Изначально оно не было закрытым, но уже к середине 1941 года узникам больше не разрешалось покидать его пределы без специального разрешения. Евреев из гетто отправляли на различные работы или в трудовые лагеря. Так, например, 83 узника были депортированы во Франкфурт-на-Одере на строительство «Рейхсавтобана». Также 20 евреев портных работали в швейной мастерской под польским управлением. Прибыль делилась между местным городским советом и юденратом.

## Ликвидация гетто
Нацисты ликвидировали гетто в Лютомерске и всю еврейскую общину в конце июля 1942 года. Евреи из города были отправлены в лагерь смерти в Хелмно.